# Frangískos Alvértis
Frangískos Alvértis ou Fraghískos Alvértis (grec moderne : Φραγκίσκος Αλβέρτης), né le 11 juin 1974 à Glyfáda, est un ancien joueur de basket-ball grec reconverti en entraîneur. Il évolue au poste d'ailier.

## Carrière
C'est à l'âge de seize ans qu'il rejoint les verts du Panathinaïkos. Il en devient capitaine. En 1998, il aide son club à remporter à nouveau le titre de champion après quatorze ans d'insuccès, victoire qui marque le début de onze titres sur la période 1998-2009.
Sur le plan européen, il remporte avec son club cinq victoires en Euroligue et dispute la Suproligue en 2001. Il participe également à trois autres Final Four.
Ses qualités de leader, de prise de responsabilités, l'ont également conduit à prendre la présidence de l'association des joueurs grecs. Il occupe également un rôle de leader au sein de la sélection grecque, avec laquelle il participe à cinq championnats d'Europe de 1995 à 2003, deux tournois olympiques en 1996 et 2004 et un Championnat du monde.
Alvértis prend sa retraite de joueur en 2009 et en 2011, il est nommé manager de l'équipe première. En mars 2014, le Panathinaïkos remplace l'entraîneur Argýris Pedoulákis par Alvértis. Alvértis est lui-même remplacé au poste d'entraîneur par Duško Ivanović en juin.

## Club
- Glyfáda
- Panathinaïkos

## Palmarès

### Club
- Euroligue 1996, 2000, 2002, 2007, 2009
- Finaliste de la Suproligue 2001
- Participation au Final Four de l'Euroligue en 1994, 1995, 2005.
- Champion de Grèce en 1998, 1999, 2000, 2001, 2003, 2004, 2005, 2006, 2007, 2008, 2009
- Coupe de Grèce 1993, 1996, 2003, 2005, 2006, 2007, 2008, 2009
- Coupe intercontinentale 1996

### Sélection nationale
- Capitaine de la sélection grecque
- Finaliste du championnat d'Europe cadet 1991
- Finaliste du championnat d'Europe Under-22 1992